# Althea (missione)
L'Operazione Althea, formalmente nota come European Union Force Bosnia-Erzegovina (EUFOR), è iniziata il 2 dicembre 2004 su mandato dell'Organizzazione delle Nazioni Unite con la risoluzione del Consiglio di sicurezza ONU 1551 del 9 luglio 2004. Althea è stata la prima reale missione dell'Unione europea, e sostituì la missione NATO denominata SFOR in Bosnia ed Erzegovina con gli stessi assetti della precedente missione.
L'Operazione Althea aveva come principali obbiettivi il supporto all'addestramento delle Forze armate della Bosnia ed Erzogovina in ottica di avvicinamento agli standard NATO e la contribuzione a creare un ambiente sicuro in Bosnia ed Erzegovina in ottica di una stabilizzazione del paese.
Il mandato dell'Operazione Althea venne esteso con la risoluzione del Consiglio di sicurezza ONU 1639 del 21 novembre 2005. Nel 2012, l'operazione venne riconvertita in un programma di addestramento e potenziamento delle capacità (Capacity Building and Training, CB&T) delle Forze armate della Bosnia ed Erzegovina. Nel 2018, il progetto CB&T venne dichiarato concluso con successo in seguito al traguardo raggiunto dalle forze armate della Bosnia ed Erzegovina di essere autosufficienti nelle attività di addestramento del personale militare.
Il 2 novembre 2022 è stato nuovamente rinnovato il mandato dell'Operazione Althea, con la risoluzione del Consiglio di sicurezza ONU 2658. Attualmente il personale dell'Operazione Althea ancora dislocato in Bosnia ed Erzegovina ammonta a circa 1.100 unità, principalmente impegnate nell'assistenza al mantenimento di un ambiente sicuro nel paese e nell'addestramento congiunto con le forze armate locali.
Il 18 gennaio 2023 è avvenuto il passaggio di consegne tra il Comandante uscente, il Maggiore generale Anton Wessely, e il nuovo Comandante dell'Operazione Althea (EUFOR) Helmut Habermayer.

## Struttura
Nelle prime fasi di operatività, Operazione Althea contò su un organico di circa 6.000 militari, dislocato in tre macro-aree della Bosnia ed Erzegovina:
- Multinational Task Force (Nord): composta da circa 1.300 unità con base a Tuzla;
- Multinational Task Force (North West): composto da circa 1.000 unità con base a Banja Luka;
- Multinational Task Force (South East): composta da circa 1.400 unità con base a Mostar.

Il quartier generale dell'Operazione Althea fu collocato a Camp Butmir, nella capitale Sarajevo, assieme a un contingente di forze di polizia integrate di circa 500 unità.
Nel febbraio 2007, il numero di truppe della Althea vennero ridotte ad appena 1.600 unità in seguito a una valutazione del Consiglio europeo circa la situazione securitaria della Bosnia ed Erzegovina.
Nel 2022, in seguito ad una valutazione positiva della situazione securitaria del paese da parte del Consiglio europeo, il personale dell'Operazione Althea venne ridotto a 1.100 unità, provenienti da 21 paesi dell'Unione europea.
Di importante spessore le funzioni di CIMIC (cooperazione civile militare), di intelligence (condotta dal 33' Reggimento Trasmissioni "Falzarego") e, non meno importante, la funzione dei L.O.T. Liaison and Observation Teams, nuclei integrati all'interno delle comunità bosniaca.

## Comandanti
| No. | Nazione     | Grado            | Nome                     | Periodo                            |
| --- | ----------- | ---------------- | ------------------------ | ---------------------------------- |
| 1   | Regno Unito | Maggior generale | David Leakey             | 2 dicembre 2004 – 6 dicembre 2005  |
| 2   | Italia      | Maggior Generale | Gian Marco Chiarini      | 6 dicembre 2005 – 5 dicembre 2006  |
| 3   | Germania    | Contrammiraglio  | Hans-Jochen Witthauer    | 5 dicembre 2006 – 4 dicembre 2007  |
| 4   | Spagna      | Maggior Generale | Ignacio Martín Villalaín | 4 dicembre 2007 – 4 dicembre 2008  |
| 5   | Italia      | Maggior Generale | Stefano Castagnotto      | 4 dicembre 2008 – 3 dicembre 2009  |
| 6   | Austria     | Maggior Generale | Bernhard Bair            | 4 dicembre 2009 – 6 dicembre 2011  |
| 7   | Austria     | Maggior Generale | Robert Brieger           | 6 dicembre 2011 – 3 dicembre 2012  |
| 8   | Austria     | Maggior Generale | Dieter Heidecker         | 3 dicembre 2012 – 17 dicembre 2014 |
| 9   | Austria     | Maggior Generale | Johann Luif              | 17 dicembre 2014 – 24 marzo 2016   |
| 10  | Austria     | Maggior Generale | Friedrich Schrötter      | 24 marzo 2016 – 28 marzo 2017      |
| 11  | Austria     | Maggior Generale | Anton Waldner            | 28 marzo 2017 – 28 marzo 2018      |
| 12  | Austria     | Maggior Generale | Martin Dorfer            | 28 marzo 2018 – 26 giugno 2019     |
| 13  | Austria     | Maggior Generale | Reinhard Trischak        | 26 giugno 2019 – 14 gennaio 2021   |
| 14  | Austria     | Maggior Generale | Alexander Platzer        | 14 gennaio 2021 – 20 gennaio 2022  |
| 15  | Austria     | Maggior Generale | Anton Wessely            | 20 gennaio 2022 - 18 gennaio 2023  |
| 16  | Austria     | Maggior Generale | Helmut Habermayer        | 18 gennaio 2023 - attuale          |